# Буштрица (Албанија)
Буштрица, Бистрица, Буштерица и Пуштерица је назив за ријеку и крај (некада бајрак — око ове ријеке) у сјеверној Албанији, област Љума. Ријека се улијева у Црни Дрим код села Ујмиште.
Иван Јастребов је често помиње. По њему, ријеч Буштерица је највјероватније настала од Бистрица. Код Хананије исправно тумачење како је наводно ријека названа Пуштерица јер протиче неплодним предјелом без шуме, одатле ријеч Пуштерица која значи го, пуст. У вријеме када су Словени дали назив овој ријеци, предио је био шумовит, што доказује корјење дрвећа. Притом се ријека не зове Паштерица него Буштерица, што је ближе ријечи Бистрица. Назив Буштерица се налази и у Малесији, а тај крај није неплодан, пуст. Име је временом извитоперено.
Ријека Буштрица тече од Доди Балеа до Дрима. У њу се улијева ријека Љап с притокама Летин и Ванч код Вшат. На Љапу је био у доба Јастребова повелики мост. Јастребов се пита да ли је ту било Љапје које Дукљанин узима као границу Рашке. Да ли се можда цијели тај предио звао Lapia (Лаб)? Лап и Лапја по Дукљанину су исто. Дукљанин је записао да Дрина дијели Србију на Босну и Рашку. Рашка је од Дрине до Lapiam et Lap.
Призренска Бистрица се улијева у Бијели Дрим, а ова Бистрица-Буштрица у Црни Дрим. Бајрак Ћафа. У њему су некада била два бајрака: Буштринички и Радомирски. Буштерицу су у доба Јастребова чинили сљедећи рејони: Кенан (20 кућа), Ђабр (Ђабрица) (15 кућа), Паљуш (50 кућа), Ђинај (40 кућа), Ђеђај (45 кућа), Васија (40 кућа), Виља (50 кућа), Мискај (20 кућа). Укупно 280 кућа.